# Chočské vrchy
Chočské vrchy (slowakisch plural; deutsch auch Chočgebirge) ist ein Gebirge in der Slowakei.

## Lage, Begrenzung und Unterteilung

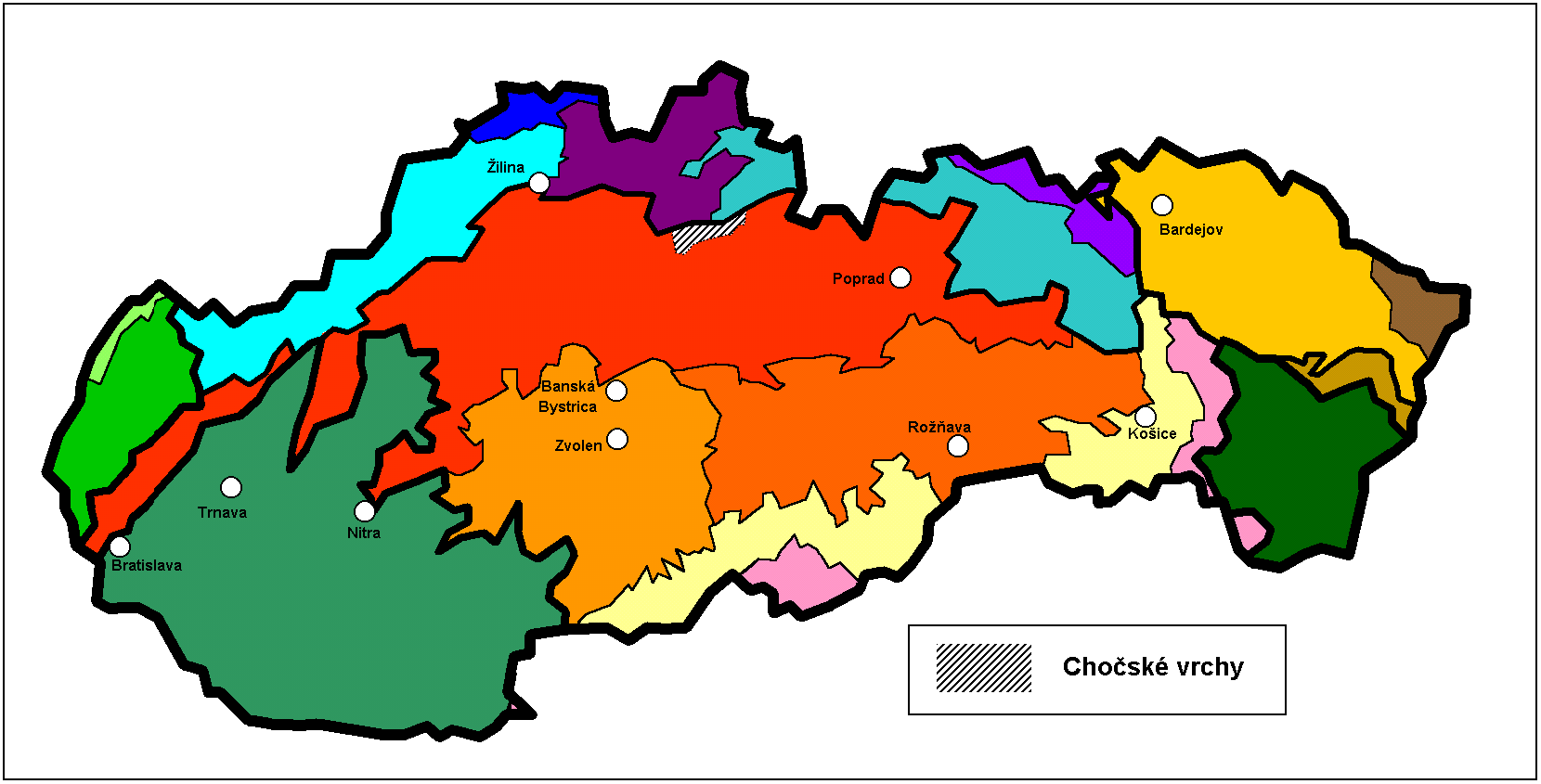
Die Chočské vrchy innerhalb der geomorphologischen Einteilung der Slowakei

Das Gebirge liegt im Norden des Landes und gehört zum nördlichen Teil des geomorphologischen Fatra-Tatra-Gebietes. Es befindet sich auf den Territorien der Bezirke Dolný Kubín,  Ružomberok und Liptovský Mikuláš und an der Grenze der historischen Regionen Liptov und Orava.
Das Gebirge wird begrenzt
- im Nordwesten vom Bergland Oravská vrchovina,
- im Nordosten von der Talsenke Podtatranská brázda,
- im Osten von der Westtatra (Západné Tatry),
- im Süden vom Talkessel Podtatranská kotlina (mit der Untereinheit des Liptauer Beckens),
- im Südwesten von der Großen Fatra.

Die Chočské vrchy werden geomorphologisch weiter unterteilt in die Gebiete
- Podchočská brázda,
- Sielnické vrchy,
- Prosečné,
- Choč.

## Charakter

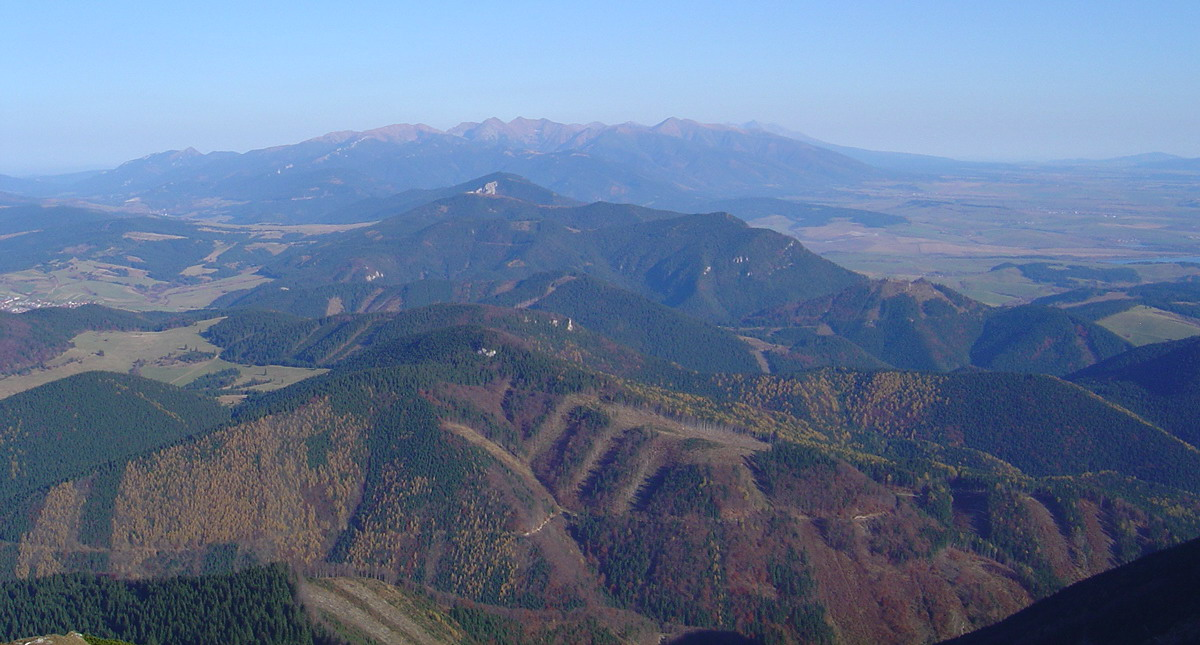
Die Chočské vrchy vom Berg Veľký Choč aus gesehen; im Hintergrund die Westtatra

Das kleine Gebirge ist etwa 25 km lang, 4 bis 10 km breit und stark gegliedert. Es hat keinen einheitlichen Hauptkamm. Die Gipfelregionen sind felsig; die höchste Erhebung ist der Veľký Choč (1611 m n.m.).
Der kristalline Gebirgskern tritt nicht an die Oberfläche, die von sedimentierten mesozoischen Gesteinen gebildet wird. Geologisch stellt das Gebirge einen Übergangsbereich zwischen der Kleinen und Großen Fatra einerseits und der Westtatra andererseits dar.
Die Art des Gesteins begünstigte die Entstehung zahlreicher Karsterscheinungen. Man findet Karren, Dolinen und Höhlen, deren bekannteste die Liskovská jaskyňa östlich von Ružomberok ist.
Die Region ist überwiegend bewaldet; dabei dominieren Nadelwälder (insbesondere Fichten). In höheren Lagen sind größere Flächen mit Latschenkiefern bedeckt.

## Höchste Erhebungen
- Veľký Choč, 1611 m n.m.
- Malý Choč, 1465 m n.m.
- Prosečné, 1371 m n.m.
- Holica, 1340 m n.m.
- Lomná, 1278 m n.m.

## Tourismus
Das Gebirge bietet eine sehr abwechselungsreiche Landschaft und ist ein sehr schönes, nicht allzu überlaufenes Wandergebiet. Auf engem Raum finden sich Aussichtspunkte, Höhlen, Wasserfälle und canyonartige Talschluchten.

## Einige Ortschaften in der Umgebung
- Ružomberok
- Liptovský Mikuláš
- Dolný Kubín
- Liptovská Sielnica
- Malatiná
- Valaská Dubová